# Neptunocen
Neptunocen, Np(C8H8)2, je organická sloučenina obsahující atom neptunia navázaný mezi dva cyklooktatetraenidové (COT2−) kruhy za vzniku sendvičové struktury; patří tak mezi aktinoceny, metaloceny odvozené od aktinoidů. V pevném skupenství je tmavě hnědý, jeho roztoky jsou žluté.
Tato sloučenina je citlivá na přítomnost vzduchu.
Jednalo se o jednu z prvních připravených organických sloučenin neptunia.

## Struktura
Sendvičová struktura neptunocenu byla potvrzena pomocí jednokrystalové rentgenové difrakce. Ionty COT2− jsou rovinné, všech 8 vazeb C–C má shodnou délku 138,5 pm a jsou navzájem v zákrytové konformaci. Vzdálenost Np–COT (střed) činí 190,9 pm a délky vazeb Np–C jsou 263,0 pm.
Neptunocen krystalizuje v jednoklonné soustavě s prostorovou grupou P21/n a je izomorfní s uranocenem a thorocenem, ale ne s plutonocenem.

## Příprava a vlastnosti
Neptunocen lze připravit reakcí chloridu neptuničitého (NpCl4) s cyklooktatetraenidem draselným (K2(C8H8)) v diethyletheru nebo tetrahydrofuranu:
NpCl4 + 2 K2(C8H8) → Np(C8H8)2 + 4 KCl
Trojice aktinocenů uranocen, neptunocen a plutonocen má téměř stejné chemické vlastnosti: nereagují s vodou ani zředěnými roztoky zásad, ale jsou značně nestálé na vzduchu, kde vytvářejí oxidy. Tyto sloučeniny jsou jen slabě rozpustné (koncentrace v nasycených roztocích se pohybují okolo 10−3 mol/dm3) v aromatických a chlorovaných rozpouštědlech, jako jsou benzen, toluen, tetrachlormethan a chloroform.